# Campeonato Mundial de Atletismo Júnior de 2012 - Arremesso de peso masculino
A prova do arremesso de peso masculino do Campeonato Mundial de Atletismo Júnior de 2012 ocorreu no dia 11 de julho em Barcelona, na Espanha. 

## Recordes
Antes desta competição, os recordes mundiais e do campeonato nesta prova eram os seguintes:
|     | Nome           | Nacionalidade | Distância | Local    | Data                |
| --- | -------------- | ------------- | --------- | -------- | ------------------- |
| WJR | David Storl    | Alemanha      | 22.73 m   | Osterode | 14 de julho de 2009 |
| CR  | Edis Elkasević | Croácia       | 21.47 m   | Kingston | 16 de julho de 2002 |

Os seguintes recordes mundiais ou do campeonato foram estabelecidos durante esta competição: 
| Data        | Evento | Nome       | Nacionalidade | Distância | Notas                 |
| ----------- | ------ | ---------- | ------------- | --------- | --------------------- |
| 11 de julho | Final  | Jacko Gill | Nova Zelândia | 22.20 m   | Recorde do campeonato |

## Medalhistas
| Ouro             | Prata                      | Bronze                  |
| Jacko Gill (NZL) | Krzysztof Brzozowski (POL) | Damien Birkinhead (AUS) |

## Cronograma
Todos os horários são locais (UTC+1).
| Data        | Hora  | Evento       |
| ----------- | ----- | ------------ |
| 11 de julho | 09:10 | Qualificação |
| 11 de julho | 19:05 | Final        |

## Resultados

### Qualificação
Qualificação: 19,30 m (Q) ou pelo menos melhor 12 qualificado (q) 
| Rank | Group | Name                           | Nationality          | #1    | #2    | #3    | Result | Note                 |
| ---- | ----- | ------------------------------ | -------------------- | ----- | ----- | ----- | ------ | -------------------- |
| 1    | B     | Jacko Gill                     | Nova Zelândia        | 21.50 |       |       | 21.50  | Q,                   |
| 2    | A     | Damien Birkinhead              | Austrália            | 20.01 |       |       | 20.01  | Q                    |
| 3    | A     | Mesud Pezer                    | Bósnia e Herzegovina | 18.92 | 19.17 | 19.96 | 19.96  | Q, NJR               |
| 4    | B     | Stephen Mozia                  | Estados Unidos       | 19.14 | 19.81 |       | 19.81  | Q                    |
| 5    | A     | Krzysztof Brzozowski           | Polónia              | X     | 19.77 |       | 19.77  | Q                    |
| 6    | A     | Ashinia Miller                 | Jamaica              | 18.56 | 18.58 | 19.71 | 19.71  | Q                    |
| 7    | B     | Arttu Kangas                   | Finlândia            | 19.27 | 19.26 | 19.61 | 19.61  | Q                    |
| 8    | B     | Bob Bertemes                   | Luxemburgo           | 19.33 |       |       | 19.33  | Q                    |
| 9    | A     | Alejandro Noguera              | Espanha              | 19.28 | X     | –     | 19.28  | q, NJR               |
| 10   | B     | Jun Li                         | China                | 19.19 | X     | 18.79 | 19.19  | q                    |
| 11   | A     | Joaquín Ballivián              | Chile                | 18.15 | X     | 19.18 | 19.18  | q                    |
| 12   | B     | Bodo Göder                     | Alemanha             | 19.03 | 19.14 | 19.15 | 19.15  | q                    |
| 13   | B     | Ahmed Ahmed Hassan             | Egito                | X     | 18.40 | 19.05 | 19.05  | Recorde pessoal      |
| 14   | A     | Meng Li                        | China                | 18.66 | 18.87 | 18.57 | 18.87  |                      |
| 15   | A     | Matti Sivonen                  | Finlândia            | 18.73 | 18.55 | X     | 18.73  | Recorde pessoal      |
| 16   | B     | Vladyslav Chernikov            | Ucrânia              | 17.38 | 18.15 | 18.72 | 18.72  |                      |
| 17   | B     | Boris Vain                     | França               | 17.73 | X     | 18.72 | 18.72  |                      |
| 18   | A     | Jaromír Mazgal                 | Chéquia              | 18.69 | 18.23 | X     | 18.69  | Recorde da temporada |
| 19   | A     | Nicholas Scarvelis             | Estados Unidos       | 18.43 | 18.47 | 18.66 | 18.66  |                      |
| 20   | A     | Jan Josef Jeuschede            | Alemanha             | 18.52 | 18.26 | X     | 18.52  |                      |
| 21   | B     | Aliaksei Nichypar              | Bielorrússia         | X     | X     | 18.39 | 18.39  |                      |
| 22   | B     | Murat Gündüz                   | Turquia              | 17.77 | 17.78 | 18.35 | 18.35  |                      |
| 23   | A     | Dimítrios Senikídis            | Grécia               | 18.21 | X     | 17.96 | 18.21  | Recorde pessoal      |
| 24   | B     | Alex Sales                     | Brasil               | 17.79 | 18.19 | X     | 18.19  |                      |
| 25   | A     | Nelson Fernandes               | Brasil               | 18.08 | X     | X     | 18.08  |                      |
| 26   | B     | Mantas Jusis                   | Lituânia             | X     | 17.75 | 17.90 | 17.90  |                      |
| 27   | A     | Mykola Bagach                  | Ucrânia              | 16.93 | 16.90 | 17.90 | 17.90  |                      |
| 28   | B     | Andrzej Regin                  | Polónia              | 17.43 | 17.49 | 17.83 | 17.83  |                      |
| 29   | A     | Tibor Rakovszky                | Hungria              | 17.79 | X     | X     | 17.79  |                      |
| 30   | A     | Jordan Young                   | Canadá               | 17.28 | 17.61 | X     | 17.61  |                      |
| 31   | A     | Hezekiel Romeo                 | Trinidad e Tobago    | 17.15 | X     | 17.50 | 17.50  |                      |
| 32   | A     | Viktor Gardenkrans             | Suécia               | 17.37 | X     | X     | 17.37  |                      |
| 33   | A     | Tomaš Durovic                  | Montenegro           | 17.27 | 16.72 | 15.99 | 17.27  | Recorde pessoal      |
| 34   | B     | Mohamed Omar Moussa Abdulqadri | Arábia Saudita       | 17.16 | 16.38 | X     | 17.16  |                      |
| 35   | B     | Sindri Lárusson                | Islândia             | 16.82 | 16.39 | 16.77 | 16.82  |                      |
| 36   | B     | David Daniš                    | Eslováquia           | 16.59 | X     | 16.59 | 16.59  |                      |
| 37   | B     | Sullivan Parker                | Canadá               | 15.73 | X     | 15.56 | 15.73  | Recorde pessoal      |
| –    | B     | Emmanuel Onyia                 | Jamaica              | X     | X     | X     | NM     |                      |
| –    | A     | Praduman Singh                 | Índia                | X     | X     | X     | NM     |                      |
| –    | B     | Ifeanyi Augustine Nwoye        | Nigéria              | –     | –     | –     | –      | DNS                  |

### Final
A prova final foi realizada no dia 11 de julho ás 19:05. 
| Posição           | Atleta               | Nacionalidade        | #1    | #2    | #3    | #4    | #5    | #6    | Resultados | Notas                 |
| ----------------- | -------------------- | -------------------- | ----- | ----- | ----- | ----- | ----- | ----- | ---------- | --------------------- |
| Medalha de ouro   | Jacko Gill           | Nova Zelândia        | 21.74 | 22.19 | 22.15 | 21.84 | 22.20 | 22.02 | 22.20      | Recorde do campeonato |
| Medalha de prata  | Krzysztof Brzozowski | Polónia              | 21.78 | X     | X     | 20.88 | 21.37 | X     | 21.78      | NJR                   |
| Medalha de bronze | Damien Birkinhead    | Austrália            | 20.44 | 20.60 | 21.03 | 20.83 | 21.14 | 20.40 | 21.14      | NJR                   |
| 4                 | Arttu Kangas         | Finlândia            | 19.52 | 19.69 | X     | X     | 19.73 | 19.85 | 19.85      |                       |
| 5                 | Mesud Pezer          | Bósnia e Herzegovina | X     | 18.80 | 19.83 | X     | 18.81 | X     | 19.83      |                       |
| 6                 | Jun Li               | China                | 18.35 | 19.00 | 19.72 | X     | 19.38 | 19.46 | 19.72      |                       |
| 7                 | Bodo Göder           | Alemanha             | 19.27 | 18.96 | 19.70 | 19.52 | X     | X     | 19.70      |                       |
| 8                 | Alejandro Noguera    | Espanha              | 19.08 | 19.55 | X     | X     | X     | 19.42 | 19.55      |                       |
| 9                 | Joaquín Ballivián    | Chile                | 18.78 | 19.47 | 18.70 |       |       |       | 19.47      |                       |
| 10                | Stephen Mozia        | Estados Unidos       | 19.45 | X     | 19.22 |       |       |       | 19.45      |                       |
| 11                | Ashinia Miller       | Jamaica              | 17.57 | 18.70 | 16.86 |       |       |       | 18.70      |                       |
| 12                | Bob Bertemes         | Luxemburgo           | X     | X     | X     |       |       |       | NM         |                       |

Legenda
| Recorde mundial       | Recorde mundial (World record)               |                       | Recorde africano                      | Recorde africano (African) |                                           | Q | Classificado por posição (Qualified) |
| Recorde do campeonato | Recorde do campeonato (Championship record)  | Recorde da América    | Recorde da América (Americas)         | q                          | Classificado por melhor tempo (Qualified) |   |                                      |
| Melhor marca do ano   | Melhor marca do ano (World leading)          | Recorde asiático      | Recorde asiático (Asian)              | DNS                        | Não largou (Did not start)                |   |                                      |
| Recorde nacional      | Recorde nacional (National record)           | Recorde europeu       | Recorde europeu (European)            | DNF                        | Não terminou (Did not finish)             |   |                                      |
| Recorde pessoal       | Recorde pessoal do atleta (Personal best)    | Recorde da Oceania    | Recorde da Oceania (Oceania)          | DSQ / DQ                   | Desclassificado (Disqualified)            |   |                                      |
| Recorde da temporada  | Recorde da temporada do atleta (Season best) | Recorde sul-americano | Recorde sul-americano (South America) | NM                         | Sem marca (No mark)                       |   |                                      |